# Adrianus

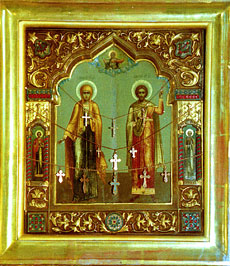
Adrianus en Nathalia

Adrianus ( - Nicomedia, 4 maart 304) was een Romeins officier en is een christelijke martelaar.

## Hagiografie
Volgens de legende was Adrianus officier in het Romeinse leger van keizer Galerius. Hij moest 23 christenen vervolgen, maar werd door hun standvastigheid zelf bekeerd. Daarop werd Adrianus gemarteld. Zijn benen werden op een aambeeld met een ijzeren stang vermorzeld en zijn hand werd met een bijl afgehakt. Zijn echtgenote, de heilige Nathalia, ondersteunde hem tijdens de martelingen. In verhalen wordt beschreven dat hij na zijn dood verscheen aan zijn vrouw en haar schip beschermde tijdens een storm.
Zijn feestdag is in de Rooms-Katholieke Kerk op 4 maart (sterfdag) en 8 september (kerkwijding in Rome), zonder zijn echtgenote Nathalia. In de Oosters-orthodoxe Kerk valt zijn feestdag samen met zijn vrouw Nathalia op 8 september en zonder zijn echtgenote op 4 maart en 26 augustus. Adrianus is de patroonheilige van Lissabon en  Geraardsbergen en van de boden, de bierbrouwers, slagers, smeden, gevangenisbewaarders en soldaten, en wordt aangeroepen tegen een plotselinge dood, onvruchtbaarheid en de pest.
Een parochiekerk werd naar hem genoemd in de gemeente Haacht in Vlaams Brabant. Ook de parochiekerk van het West-Vlaamse Handzame draagt de naam van deze heilige, net als de kerk in Adegem in Oost-Vlaanderen. Ook in de Sint-Bartholomeuskerk (Geraardsbergen) is een kapel naar hem vernoemd en zijn er relieken van hem terug te vinden in de Winterkapel, een mini-museum in de kerk opgedragen aan de Geraardsbergse patroonheiligen.